# Polieucto (escultor)

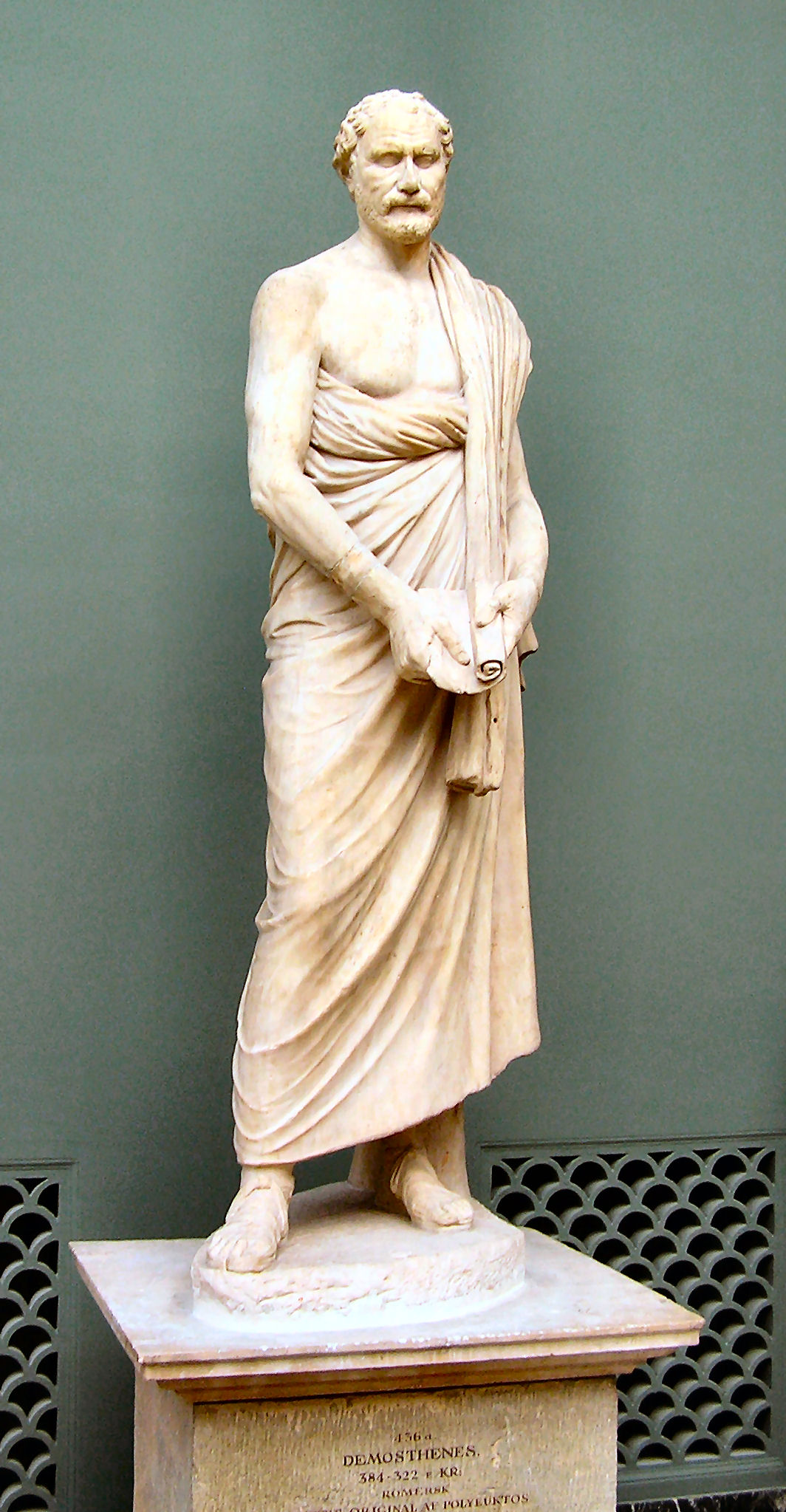
Demóstenes, copia en la Ny Carlsberg Glyptotek.

Polieucto o Polyeuctos  (Πολυεύκτος) fue un escultor griego de la época helenística.
Sólo se le conoce una obra, un retrato del orador Demóstenes, que se realizó en el 280 a. C., 42 años después de la muerte del retratado, por encargo de la ciudad de Atenas a iniciativa de Demócares, sobrino del homenajeado. Se erigió en el ágora de Atenas, no lejos del altar de los doce dioses y el monumento de los héroes epónimos.· En su base se inscribió este dístico:

Si tú hubieras tenido tanta fuerza como tu pensamiento, Demóstenes,
jamás el Ares macedonio habría gobernado a los griegos.

Estatua y escultor se hicieron célebres. En época romana se realizaron numerosas reproducciones, de las que se conservan dos copias mayores que el tamaño natural (conservadas en la Ny Carlsberg Glyptotek y los Museos Vaticanos) y unos cincuenta bustos.
Plutarco recoge una anécdota sobre ella:

Un soldado, llevado ante la justicia por su jefe, depositó el poco oro que poseía en las manos de la estatua de Demóstenes, que tenía los dedos cerrados y junto al cual había crecido un plátano de pequeña talla. Numerosas hojas de ese árbol... se acumularon alrededor del oro, lo cubrieron y ocultaron durante mucho tiempo; cuando el hombre regresó, recuperó su tesoro. La historia se extendió y muchas personas de ingenio la tomaron como pretexto para componer, a su vez, epigramas sobre el desinterés de Demóstenes..

El texto permite reconocer el tipo estatuario original, aunque la posición de las manos del ejemplar de Copenhague fue modificada por el copiste.
La obra de Polyeuctos marca un punto de inflexión en la tradición griega del retrato: el escultor no se limita a representar el aspecto físico, sino la fuerza interior del orador. Demóstenes aparece envejecido, en tensión, el rostro marcado por una profunda concentración. Su impactante pose fue imitada por muchos artistas de época moderna, notablemente por Daniel Chester French en su estatua de Abraham Lincoln para el Lincoln Memorial.